# New Paris (Ohio)
New Paris es una villa ubicada en el condado de Preble en el estado estadounidense de Ohio. En el Censo de 2010 tenía una población de 1629 habitantes y una densidad poblacional de 829,76 personas por km².

## Geografía
New Paris se encuentra ubicada en las coordenadas 39°51′24″N 84°47′31″O / 39.85667, -84.79194. Según la Oficina del Censo de los Estados Unidos, New Paris tiene una superficie total de 1.96 km², de la cual 1.9 km² corresponden a tierra firme y (3.03%) 0.06 km² es agua.

## Demografía
Según el censo de 2010, había 1629 personas residiendo en New Paris. La densidad de población era de 829,76 hab./km². De los 1629 habitantes, New Paris estaba compuesto por el 97.67% blancos, el 0.12% eran afroamericanos, el 0.61% eran amerindios, el 0.12% eran asiáticos, el 0.06% eran isleños del Pacífico, el 0.12% eran de otras razas y el 1.29% pertenecían a dos o más razas. Del total de la población el 0.43% eran hispanos o latinos de cualquier raza.